# 서큐버스

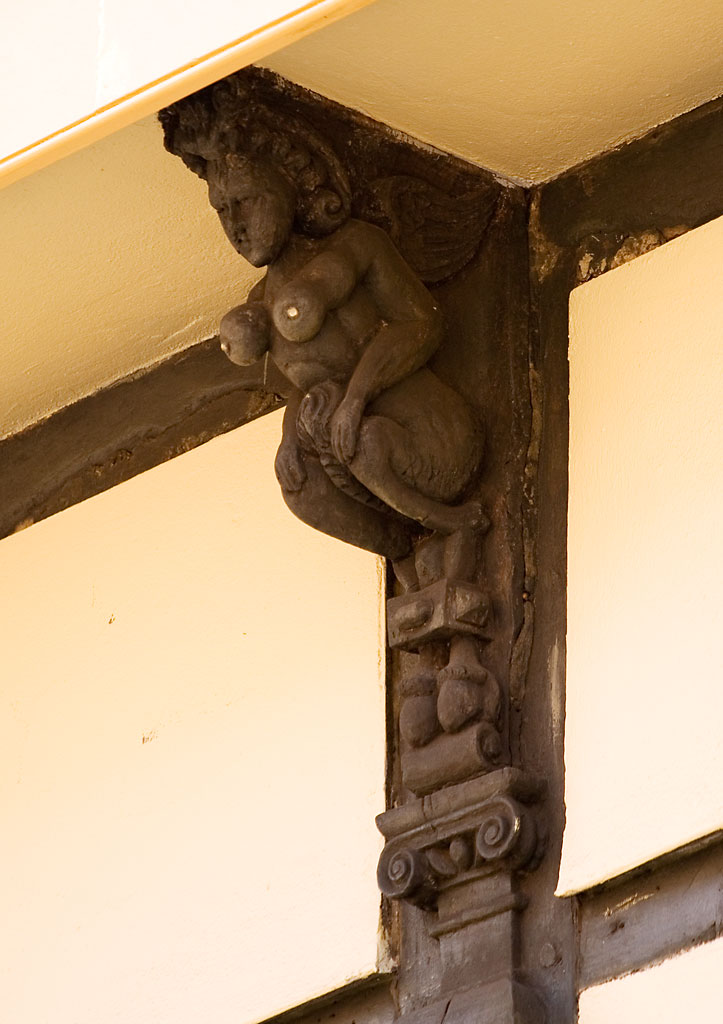
16세기 서큐버스를 묘사한 조각상.

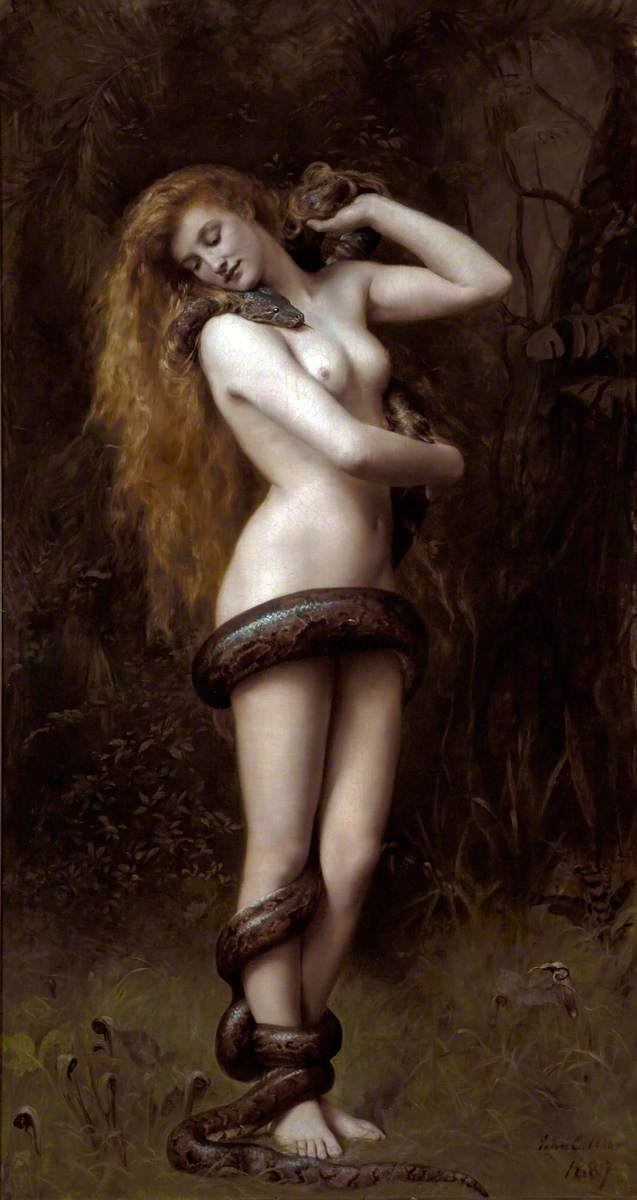
존 콜리어가 그린 릴리트(1892년 작품)

서큐버스(Succubus)는 중세 유럽의 전설과 민속에서 인간 남자들의 꿈속에 나타나 그들을 유혹하기 위해 인간 여자로 둔갑하고 성교 행위를 하는 악마를 일컫는다. 이와 같은 성향의 남자 악마도 있는데, 인큐버스라고 일컫는다. 종교적 전통에서는 서큐버스와 지속적으로 성행위를 갖으면 건강이 악화되는 것은 물론 심하면 죽을 수도 있다고 경고한다.
오늘날 픽션 작품에서는 서큐버스를 무서운 악마로 묘사했던 과거와는 대조적으로 매우 매력적으로 아름다운 여인으로 묘사하는 경향이 많아지고 있다.

## 어원
서큐버스라는 말은 후기 라틴어로 ‘매춘부’를 뜻하는 ‘서큐바(succba)’에서 파생하였는데, 이는 초자연적인 존재를 가리킬 때도 사용되었다. 이는 1387년 처음으로 입증되었다.

## 민간 전승
조하르와 벤 시라의 입문서에 따르면, 릴리트는 아담의 첫 번째 부인으로 나중에 서큐버스가 되었다고 한다. 릴리트는 나중에 아담의 곁을 떠나 대천사 사마엘과 어울리면서 에덴 동산으로 돌아가기를 거부하였다. 조하르의 카발라 편을 보면 대천사 사마엘은 네 명의 서큐버스와 어울려 지냈다고 나와 있다. 이들은 릴리트, 아그라트 바트 마흐라트, 나아마, 엘시스 제누니움으로서 최초의 악마 여왕들이라고 한다. 후기 민간 전승에서의 서큐버스는 세이렌의 모습을 띠게 된다.
역사 전반을 통틀어서 하니나 벤 도사와 아바예 같은 사제들과 랍비들은 인간들에게 뻗치는 서큐버스들의 힘을 제압하기 위해 끊임없이 노력을 기울였다.

## 번식 능력
카발라와 라쉬바의 학교에 의하면, 릴리트를 제외하고 원래부터 악마들의 여왕이었던 아그라트 바트 마흐라트와 나아마, 엘시스 제누니움은 자식을 낳았다고 나와 있다. 하지만 또 다른 전설에서는 릴리트 역시 자식들을 낳았는데, 그들을 가리켜 릴린이라고 이름 붙였다.
1486년 이단심문관 하인리히 크라머가 집필한 《마녀의 망치》(Malleus Maleficarum)라는 책을 보면, 서큐버스는 밤마다 인간 남성을 유혹하여 잠자리를 가진 후 정액을 훔쳐 모은다고 한다. 그리고 서큐버스가 모은 정액은 인큐버스라는 남자 악마가 인간 여성들을 유혹하여 그 몸에 임신시킬 때 사용한다고 한다. 악마와 같은 영적인 존재는 생식 활동이 전혀 불가능하다는 전통적인 교리의 가르침에도 불구하고, 그들이 어떻게 자식들을 가질 수 있는지에 대해서는 이러한 주장이 제기되었던 것이다. 이러한 방식으로 임신된 아이들, 속칭 캄비온들은 기형아로 태어나거나 보통 아이들보다 초자연적인 영향을 쉽게 받는다고 여겨졌다. 하지만 이 책은 어째서 인간 남성의 정액으로 임신된 인간 여성이 보통의 인간 아이를 낳지 못하는지에 대해서는 설명해주지 않는다.

## 같이 보기
- 라미아
- 루살카
- 몽정
- 설녀
- 인큐버스